# Stolper Bahnen
| Strecke                                          |      | von Stolpmünde          | von Stolpmünde          |
| Abzweig geradeaus und von links                  |      | von Danzig              | von Danzig              |
| Bahnhof                                          | 0,0  | Stolp Staatsbahn        | (Słupsk)                |
| Abzweig ehemals geradeaus und nach rechts        |      | nach Stargard (Pommern) | nach Stargard (Pommern) |
| Haltepunkt / Haltestelle (Strecke außer Betrieb) | 1,4  | Stolp Schlachthof       | (Słupsk Rzeźnia)        |
| Haltepunkt / Haltestelle (Strecke außer Betrieb) | 3,9  | Waldkatze               | (Zalesiczki)            |
| Haltepunkt / Haltestelle (Strecke außer Betrieb) | 5,2  | Stadtwald               | (Zalesie Słupskie)      |
| Haltepunkt / Haltestelle (Strecke außer Betrieb) | 7,0  | Krampe                  | (Krępa Słupska)         |
| Bahnhof (Strecke außer Betrieb)                  | 10,9 | Labuhn                  | (Lubuń)                 |
| Haltepunkt / Haltestelle (Strecke außer Betrieb) | 13,3 | Labuhnerbrück           | (Lubuniec)              |
| Haltepunkt / Haltestelle (Strecke außer Betrieb) | 15,5 | Scharsow                | (Skarszów Dolny)        |
| Bahnhof (Strecke außer Betrieb)                  | 18,9 | Rathsdamnitz            | (Dębnica Kaszubska)     |
| Haltepunkt / Haltestelle (Strecke außer Betrieb) | 22,7 | Starnitz                | (Starnice)              |
| Haltepunkt / Haltestelle (Strecke außer Betrieb) | 24,1 | Dübsow                  | (Dobieszewo)            |
| Bahnhof (Strecke außer Betrieb)                  | 26,9 | Jamrin                  | (Jamrzyno)              |
| Haltepunkt / Haltestelle (Strecke außer Betrieb) | 30,4 | Roden                   | (Niemczewo)             |
| Bahnhof (Strecke außer Betrieb)                  | 34,2 | Muttrin                 | (Motarzyno)             |
| Kopfbahnhof Streckenende (Strecke außer Betrieb) | 37,7 | Budow                   | (Budowo)                |

| Abzweig geradeaus und von links                          |      | von Stargard Szczeciński                          | von Stargard Szczeciński                          |
| Bahnhof                                                  | 0,0  | Stolp Staatsbahn                                  | Stolp Staatsbahn                                  |
| Abzweig ehemals geradeaus und nach rechts                |      | nach Danzig und nach Zezenow                      | nach Danzig und nach Zezenow                      |
| Strecke (außer Betrieb)                                  |      | Stolp Personen Haltepunkt                         | (Słupsk)                                          |
| Bahnhof (Strecke außer Betrieb)                          | 1,0  | Stolp Kleinbahnhof                                | (Słupsk Wąskotorowy)                              |
| Haltepunkt / Haltestelle (Strecke außer Betrieb)         | 3,2  | Ritzow                                            | (Ryczewo)                                         |
| Haltepunkt / Haltestelle (Strecke außer Betrieb)         | 4,4  | Schmaatz                                          | (Siemianice)                                      |
| Haltepunkt / Haltestelle (Strecke außer Betrieb)         | 6,7  | Schwuchow                                         | (Swochowo)                                        |
| Bahnhof (Strecke außer Betrieb)                          | 11,1 | Karzin                                            | (Karżcino)                                        |
| Bahnhof (Strecke außer Betrieb)                          | 14,8 | Gabel                                             | (Kępno Słupskie)                                  |
| Abzweig geradeaus und nach links (Strecke außer Betrieb) |      | nach Stolpmünde                                   | nach Stolpmünde                                   |
| Strecke (außer Betrieb)                                  |      | und Schmolsin (ab 6. Dezember 1913)               | und Schmolsin (ab 6. Dezember 1913)               |
| Haltepunkt / Haltestelle (Strecke außer Betrieb)         | 18,1 | Lankwitz                                          | (Łękwica)                                         |
| Haltepunkt / Haltestelle (Strecke außer Betrieb)         | 19,3 | Sorchow                                           | (Żoruchowo)                                       |
| Bahnhof (Strecke außer Betrieb)                          | 23,1 | Wendisch Silkow                                   | Wendisch Silkow                                   |
| Strecke (außer Betrieb)                                  |      | (1938–45 Schwerinshöhe)                           | (Żelkowo)                                         |
| Abzweig geradeaus und nach links (Strecke außer Betrieb) |      | nach Zietzen und Schmolsin (bis 5. Dezember 1913) | nach Zietzen und Schmolsin (bis 5. Dezember 1913) |
| Haltepunkt / Haltestelle (Strecke außer Betrieb)         | 26,1 | Neugutzmerow                                      | (Choćmirowo)                                      |
| Bahnhof (Strecke außer Betrieb)                          | 28,4 | Bandsechow                                        | (Będziechowo)                                     |
| Haltepunkt / Haltestelle (Strecke außer Betrieb)         | 30,8 | Rumbske                                           | (Rumsko)                                          |
| Bahnhof (Strecke außer Betrieb)                          | 33,6 | Klenzin                                           | (Klęcino)                                         |
| Haltepunkt / Haltestelle (Strecke außer Betrieb)         | 35,2 | Glowitz                                           | (Główczyce)                                       |
| Haltepunkt / Haltestelle (Strecke außer Betrieb)         | 39,2 | Vixow                                             | (Wykosowo)                                        |
| Bahnhof (Strecke außer Betrieb)                          | 42,6 | Prebendow                                         | (Przebędowo)                                      |
| Bahnhof (Strecke außer Betrieb)                          | 45,5 | Dargeröse                                         | (Dargoleza)                                       |
| Haltepunkt / Haltestelle (Strecke außer Betrieb)         | 47,8 | Wollin bis 1933                                   | (Wolinia)                                         |
| Kopfbahnhof Streckenende (Strecke außer Betrieb)         | 51,4 | Zezenow bis 1933                                  | (Cecenowo)                                        |

| Strecke (außer Betrieb)                                   |      | von Stolp                              | von Stolp               |
| Bahnhof (Strecke außer Betrieb)                           | 0,0  | Gabel                                  | (Kępno Słupskie)        |
| Abzweig geradeaus und nach rechts (Strecke außer Betrieb) |      | nach Zezenow (ab 1922)                 | nach Zezenow (ab 1922)  |
| Bahnhof (Strecke außer Betrieb)                           | 1,6  | Dominke                                | (Dominek)               |
| Abzweig geradeaus und nach rechts (Strecke außer Betrieb) |      | nach Zezenow (bis 1922)                | nach Zezenow (bis 1922) |
| Bahnhof (Strecke außer Betrieb)                           | 4,7  | Kuhnhof                                | (Komnino)               |
| Abzweig geradeaus und nach rechts (Strecke außer Betrieb) |      | nach Schmolsin                         | nach Schmolsin          |
| Haltepunkt / Haltestelle (Strecke außer Betrieb)          | 6,7  | Wusseken                               | (Osieki)                |
| Haltepunkt / Haltestelle (Strecke außer Betrieb)          | 9,6  | Wobesde Gut                            | (Objazda Majątek)       |
| Haltepunkt / Haltestelle (Strecke außer Betrieb)          | 10,7 | Wobesde                                | (Objazda)               |
| Haltepunkt / Haltestelle (Strecke außer Betrieb)          | 11,4 | Neustrand                              | (Poddąbie)              |
| Haltepunkt / Haltestelle (Strecke außer Betrieb)          | 12,8 | Klein Machmin                          | (Machowinko)            |
| Haltepunkt / Haltestelle (Strecke außer Betrieb)          | 15,7 | Weitenhagen                            | (Wytowno)               |
| Haltepunkt / Haltestelle (Strecke außer Betrieb)          | 20,1 | Strickershagen                         | (Przewłoka)             |
| Abzweig ehemals geradeaus und von rechts                  |      | von Piła–Słupsk                        | von Piła–Słupsk         |
|                                                           |      |                                        |                         |
| Haltepunkt / Haltestelle Strecke ab hier außer Betrieb    | 23,7 | Stolpmünde Landesbahn (früher Bahnhof) | (Ustka)                 |
|                                                           |      |                                        |                         |
| Strecke (außer Betrieb)                                   |      | nach Schlawe                           | nach Schlawe            |

| Strecke (außer Betrieb)                                                                                             |         | von Gabel       | von Gabel       |
| Bahnhof (Strecke außer Betrieb)                                                                                     | 0,0     | Kuhnhof         | (Komnino)       |
| Abzweig geradeaus und nach links (Strecke außer Betrieb)                                                            |         | nach Stolpmünde | nach Stolpmünde |
| Haltepunkt / Haltestelle (Strecke außer Betrieb)                                                                    | 3,2     | Wittbeck        | (Czysta)        |
| Bahnhof (Strecke außer Betrieb)                                                                                     | 5,5     | Großgarde       | (Gardna Wielka) |
| Haltepunkt / Haltestelle (Strecke außer Betrieb)                                                                    | 6,6     | Stohentin       | (Stójcino)      |
| Strecke (außer Betrieb) · Strecke (außer Betrieb)                                                                   |         | von Gabel       | von Gabel       |
| Bahnhof (Strecke außer Betrieb) · Strecke (außer Betrieb)                                                           | 0,0     | Wendisch Silkow | Wendisch Silkow |
| Strecke (außer Betrieb) · Strecke (außer Betrieb)                                                                   |         | (Schwerinshöhe) | (Żelkowo)       |
| Abzweig geradeaus und nach links (Strecke außer Betrieb) · Abzweig geradeaus und von rechts (Strecke außer Betrieb) |         | nach Zezenow    | nach Zezenow    |
| Haltepunkt / Haltestelle (Strecke außer Betrieb)                                                                    | 4,8 9,9 | Zietzen         | (Siecie)        |
| Haltepunkt / Haltestelle (Strecke außer Betrieb)                                                                    | 11,7    | Selesen         | (Żelazo)        |
| Kopfbahnhof Streckenende (Strecke außer Betrieb)                                                                    | 14,1    | Schmolsin       | (Smołdzino)     |

Die Stolper Bahnen waren ein Teil der Pommerschen Landesbahnen. Ihr Streckennetz war seit dem Jahr 1894 von der Stolpethalbahn AG und der Stolper Kreisbahn innerhalb der Grenzen des Landkreises und der kreisfreien Stadt Stolp errichtet worden.
Angeblich war der hinterpommersche Landkreis Stolp der größte in ganz Preußen. Immerhin besaß er um 1939 ein Schienennetz von über 230 km Länge, das zu mehr als der Hälfte zur Stolper Kreisbahnen AG gehörte, auf die der Kreis mit über 60 % des Kapitals maßgeblichen Einfluss ausüben konnte. Nach der Eingliederung der Strecken in die Pommerschen Landesbahnen ab 1. Januar 1940 war der Kreis neben dem Land Preußen und der Provinz Pommern an dieser Körperschaft mit fast 2 Millionen Reichsmark, das heißt mit knapp 10 % des Stammkapitals beteiligt.

## Stolpethalbahn AG
Der Ausbau des Kleinbahnnetzes begann mit der Strecke Stolp–Rathsdamnitz, die von der  Stolpethalbahn AG am 15. August 1894 eröffnet wurde. Sie war normalspurig und führte 19 Kilometer weit von der Kreisstadt nach Süden.
Im Jahr 1904 beschloss die Gesellschafterversammlung, in der das Königreich Preußen, die Provinz Pommern und der Landkreis Stolp vertreten waren, eine vom Kreis allein erbaute und am 12. Oktober 1895 eröffnete Fortsetzung der Strecke in südöstliche Richtung entlang der Stolpe nach Jamrin (oder Muttrin?) zu kaufen und bis Budow zu verlängern. Sie konnte am 1. August 1906 bis Budow eröffnet werden; die Gesamtstrecke war 38 Kilometer lang.
Die Stolpethalbahn sorgte für die Städtische Anschlussbahn in Stolp, die am 1. Dezember 1899 eröffnet und am 12. Mai 1903 erweitert worden war. Deren Strecke vom Bahnhof der Stolpethalbahn zur Bütower Chaussee (1,84 km) erschloss das städtische Gaswerk und besaß einen Abzweig zum städtischen Holzstapelplatz (1,61 km).
Den Betrieb der Stolpethalbahn führte zunächst die Firma Lenz & Co. GmbH, von 1910 bis 1920 die Kleinbahnabteilung des Provinzialverbandes Pommern.

## Stolper Kreisbahn
Die Stolper Kreisbahn, ein Eigenbetrieb des Kreises Stolp, erschloss zunächst den Norden und Nordosten des Kreises mit Schmalspurbahnen in der Spurweite von 750 mm. Die erste Strecke führte ab 14. August 1897 von Stolp über Gabel und Wendisch Silkow bis Dargeröse (46 km) und ab 14. November 1902 noch sechs Kilometer weiter bis Zezenow. In Wendisch Silkow, später Schwerinshöhe genannt, zweigte ebenfalls ab 14. August 1897 ein Ast nach Schmolsin (neun Kilometer) ab. 
Dieser wurde jedoch bereits am 6. Dezember 1913 zwischen Wendisch Silkow und Zietzen wieder stillgelegt, weil zu diesem Zeitpunkt eine neue Strecke von Dominke (Gabel) nach Kuhnhof eröffnet wurde, die sich hier einerseits nach Zietzen, andererseits nach Stolpmünde an der Ostseeküste verzweigte.
Diese neuen, ab 1913 gebauten Strecken wurden in Normalspur angelegt und die vorhandenen Trassen im Lauf der folgenden Jahre umgespurt:
- bis zum 25. Oktober 1920 wurde der Abschnitt Stolp–Gabel umgespurt, zum Teil neutrassiert;
- bis Oktober 1922 wurde der Abschnitt Gabel–Klenzin umgespurt, zum Teil neutrassiert;
- bis zum 8. Oktober 1933 wurde der Abschnitt Klenzin–Dargeröse umgespurt und zum Teil neutrassiert;
- der letzte Abschnitt Dargeröse–Zezenow wurde im September 1933 stillgelegt und abgebaut.

Den Betrieb der Kreisbahn führte die Pommersche Betriebsdirektion der Firma Lenz & Co GmbH, die die Strecken gebaut hatte. Etwa 1920 kam es zu einer gemeinsamen Betriebsführung der beiden in Stolp ansässigen Kleinbahnen mit der benachbarten Schlawer Kreisbahn.

## Stolper Kreisbahnen AG und Pommersche Landesbahnen

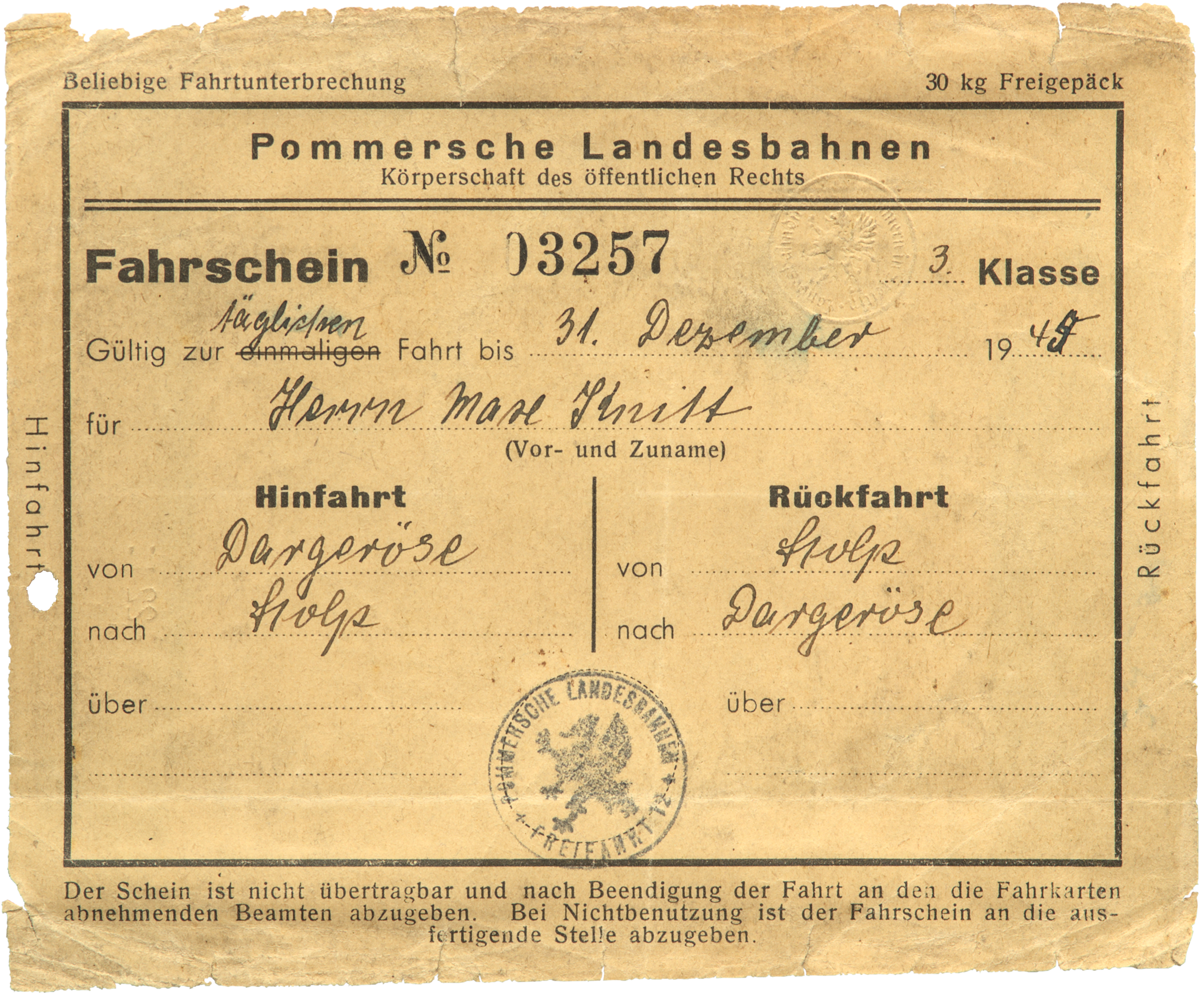
Freifahrschein der Pommerschen Landesbahnen

Anfang des Jahres 1930 übernahm die  Stolpethalbahn AG alle Strecken der Kreisbahn im Umfang von 89 Kilometern; davon wurde der Abschnitt Dargeröse–Zezenow mit sechs Kilometern Länge 1933 stillgelegt. Zusammen mit der Stammstrecke der Stolpethalbahn (38 km) besaß die neue Gesellschaft ein Netz von 121 Kilometern normalspuriger Kleinbahnen. An der als Stolper Kreisbahnen AG firmierenden Gesellschaft waren neben dem Landkreis Stolp als Hauptaktionär (62 %) die Provinz Pommern (18 %), der preußische Staat (16 %) und das Deutsche Reich (4 %) beteiligt.
Im Jahr 1938 übernahm die Landesbahndirektion Pommern die Aufgaben der Betriebsführung, bis die Stolper Kreisbahnen – Stolper Bahnen genannt – mit Wirkung vom 1. Januar 1940 in den neu gegründeten Pommerschen Landesbahnen aufgingen. 
1945 wurden alle Strecken demontiert und das Material in die UdSSR transportiert.